# Vriesea sanguinolenta
Vriesea sanguinolenta Cogn. & Marchal – gatunek rośliny z rodziny bromeliowatych (Bromeliaceae Juss.). Występuje naturalnie w Ameryce Centralnej, północno-zachodniej części Ameryki Południowej oraz na Antylach. 

## Rozmieszczenie geograficzne
Rośnie naturalnie na obszarze od Nikaragui aż po Kolumbię i Ekwador oraz na Antylach. W Kostaryce występuje w północnej części kraju, na wybrzeżu Morza Karaibskiego, na południu od Parku Narodowego Carara do półwyspu Osa, ponadto na półwyspie Nicoya oraz w dolinie El General. 

## Morfologia
PokrójDorasta do 1–2 m wysokości. Łodyga jest wyprostowana i osiąga 45–65 cm długości.
LiścieMierzą 60–70 cm długości i 8–10 cm szerokości. Są błyszczące i gładkie. Mają brązowo-cynamonowe łuski, pośrodku są kawowo-ciemnobrązowej barwy. Wierzchołek jest ostry lub spiczasty. Niższe przylistki są nietrwałe. Gatunek ten wytwarza różne liście zebrane w rozecie w zależności od wieku i rozwoju rośliny. Młode osobniki mają małe liniowe liście, które są gęsto owłosione u podstawy – ma to znaczącą rolę w ograniczaniu zużycia wody i składników mineralnych. Większe okazy mają szerokie liście, które obejmują rozetę u podstawy, tworząc swojego rodzaju rezerwuar, w którym gromadzą się opady deszczu i liście ściółki, pozwalając roślinie korzystać z niego w okresach suszy.
KwiatyGłąbik jest wyprostowany. Dorasta do 150 (i więcej) cm wysokości. Kwiatostan dorasta do 35–67 cm długości. Jest jedno-pierzasty, ułożony w pozycji pionowej. Ma od 11 do 15 gałęzi bocznych. Osiągają one 3–5 cm szerokości i 19,5–34,0 (–48,0) cm długości. Są wznoszące się, rozdzielone, wielokwiatowe. Podsadki osiągają 3,4–4,2 cm długości. Mają cynamonową lub cynamonowo-kremową barwę. Są skórzaste. Pojedynczy kwiat dorasta do 5 cm średnicy. Działki kielicha dorastają do 30–45 mm długości i są skórzaste. Płatki są białego koloru, nieco dłuższe od pręcików.
OwoceTorebki dorastające do 4,9–5,6 cm długości. Zawierają nasiona o białej barwie.

## Biologia i ekologia
Epifit. Rośnie w podmokłych lasach, gdzie kolonizuje wiele gatunków wysokich rozwijając się na ich koronach. Występuje na wysokości do 1000 m n.p.m., a według innych źródeł do 1200 m n.p.m. Najlepiej rośnie na podłożu o odczynie 6,1–7,5 pH. Preferują ciepłe temperatury 20–24 °C lub więcej przez cały rok. Jednak znosi temperatury powyżej 12 °C, ale może wytrzymać także krótkie chłodniejsze okresy. 
Kwitnie w porze deszczowej. Kwiaty są zapylane głównie przez nietoperze z rodzaju Glossophaga. Owoce dojrzewają podczas następującej porze suchej, a nasiona są uwalniane w jej drugiej połowie.
W wyniku przeprowadzonych badań na tym gatunku nad obronnością przed roślinożercami stwierdzono, że w różnych latach 26–61% roślin miała ślady uszkodzeń ze strony fitofagów, natomiast do 4,4% przebadanej populacji w przeciągu roku miało uszkodzone całe liście. Zaobserwowano uszkodzenia tkanek przeprowadzających fotosyntezę. Zdarza się, że roślina obumiera po atakach roślinożerców. Głównym fitofagiem żerującym na tym gatunku są larwy motyla Napaea eucharilla z rodziny wielenowatych (Riodinidae).

## Zastosowanie
Na obszarach tropikalnych jest popularną rośliną uprawianą w ogrodach, choć zdarza się również jej uprawa w domach.